# Демеркаптанизация
Демеркаптанизация — процесс обессеривания сжиженных углеводородных газов и дезодорации высококипящих углеводородных бензиновых, керосиновых, дизельных фракций и нефтей. На сегодняшний день процессы демеркаптанизации представлены технологиями Merox, Mericat, Demerus, DMD.
В основу обессеривания легкого углеводородного сырья (сжиженных углеводородных газов) положена реакция извлечения меркаптанов щелочными агентами (см. реакцию 1) и последующим окислением меркаптидов натрия до дисульфидов (см. реакцию 2) с регенерацией исходного щелочного раствора в присутствии гомогенных или гетерогенных фталоцианиновых катализаторов отдельно от углеводородного сырья. Данный способ позволяет обеспечить снижение общей серы до остаточного содержания 10 ppm в пропан-пропиленовой фракции, бутан-бутиленовой фракции или их смесей представленной в основной метил- и этилмеркаптанами.
{\displaystyle RSH+NaOH\quad \rightarrow \quad RSNa+H_{2}O} (1)
{\displaystyle 2RSNa+0,5O_{2}+H_{2}O\quad \rightarrow \quad RSSR+2NaOH} (2)
Суть дезодорации высококипящих углеводородных бензиновых, керосиновых, дизельных фракций и нефтей заключается в окислении меркаптанов (см. реакцию 3), находящихся в углеводородной фазе до дисульфидов кислородом воздуха также в присутствии катализаторов. Другими словами перевод коррозионно-агрессивной меркаптановой серы в инертные дисульфиды. В этом случае снижение общей серы в углеводородном сырье не происходит.
{\displaystyle 2RSH+0,5O_{2}\quad \rightarrow \quad RSSR+H_{2}O} (3)

## Демеркаптанизация сжиженных газов
Для очистки сжиженных газов от меркаптанов наиболее эффективным является метод хемосорбции меркаптанов водными растворами щелочей с последующей окислительно-каталитической регенерацией насыщенных меркаптидами щелочных растворов окислением кислородом воздуха при нагревании в присутствии гомогенного/1/ или гетерогенного /2-4/ катализаторов.
Катализатор гомогенно-каталитического процесса /1/ растворен или диспергирован в щелочном растворе и циркулирует вместе с ним в системе очистки от экстрактора к регенератору и обратно к экстрактору. Присутствие гомогенного катализатора в щелочном растворе приводит к окислению меркаптидов с образованием дисульфидов как в регенераторе, так и вне его — в трубопроводах и в самом экстракторе — за счет остаточного количества растворенного кислорода в регенерированном растворе щелочи. Дисульфиды, образующиеся вне регенератора, переходят в экстракторе из щелочи в очищаемый углеводород, существенно повышая в нем содержание жидкого остатка, определяемого при температуре плюс 20 °С по ГОСТ 20448-90 и общей серы.
В связи с введением норм Евро 5 остаточное содержание общей серы в бутан-бутиленовой фракции, являющейся сырьем для получения высокооктановых компонентов бензина, лимитируется на уровне 10 ppm. Поэтому в составе исходного сжиженного газа, является весьма нежелательным образование в процессе очистки газа от меркаптанов дополнительного количества дисульфидного масла.
Гетерогенный катализатор КСМ, используемый в процессах /2,3/, введен в полимер и стационарно закреплен в регенераторе, что исключает попадание каталитически активных компонентов из него в щелочь /3/. Как следует из данных работы /5/, процесс окисления меркаптидов в отсутствие катализатора в щелочном растворе практически не идет. К тому же процесс окислительной регенерации меркаптидсодержащей щелочи на катализаторе КСМ можно проводить при температурах порядка 60-70°С, при которых концентрация растворенного кислорода в циркулирующем щелочном растворе примерно вдвое ниже, чем в гомогенно-каталитическом процессе /1/, проводимом при 40-45°С (из-за низкой термогидролитической устойчивости гомогенного катализатора в щелочи). Отсутствие катализатора и низкая концентрация растворенного кислорода в циркулирующем растворе щелочи в процессе «DEMERUS-LPG» препятствуют образованию дисульфидов вне регенератора и их попаданию в очищаемое сырье.

## Демеркаптанизация авиакеросина
Существующие способы дезодорации (демеркаптанизации) авиакеросинов основаны на окислении присутствующих в них коррозионно-активных меркаптанов (тиолов) до инертных дисульфидов кислородом воздуха в присутствии в основном гетерогенных катализаторов в щелочной среде. Эти процессы проводятся в мягких условиях, не приводят к изменению содержания общей серы в керосине и по капвложениям на строительство установки почти в 12 раз ниже, чем установки гидроочистки [6]. Следует однако заметить, что гидроочистка керосина решает важную проблему снижения общей серы, особенно это актуально при её завышении выше 0,25 % масс для российских авиатоплив (ТС-1) в соответствии с ГОСТ 10227-86. Массовая доля меркаптановой серы в авиационном топливе первого сорта не должна превышать 0,005 % масс, а для высшего сорта 0,003 % масс.
Большинство из известных способов дезодорации (демеркаптанизации) керосина: Мерокс — фирмы UOP [7], Мерикат — фирмы Merichem, ДМД-1 от ВНИИУС [8], процесс НИИнефтехима [9], основано на применении гетерогенных катализаторов на угольной основе, приготовленных адсорбционной пропиткой активированного угля водно-щелочным раствором каталитически активных компонентов, в качестве которых используются различные водорастворимые производные фталоцианинов кобальта, железа, либо соли меди, никеля, ванадия и т. п. Низкая прочность адсорбционного взаимодействия угольного носителя с каталитически активными компонентами и щелочным агентом приводит к постепенному вымыванию последних из пор носителя (угля), их уносу с очищаемым топливом и к гидролитическому распаду каталитически активных компонентов в водно-щелочной среде. Это обуславливает:
- снижение срока службы и постоянное расходование дорогостоящих солей металлов переменной валентности и щелочного агента на подпитку угольного слоя катализатора;
- необходимость водной промывки демеркаптанизированного керосина от эмульгированной щелочи с последующей солевой осушкой и адсорбционной доочисткой керосина от следов металлов переменной валентности глинами или силикагелем ;
- многоступенчатость процесса очистки керосина и образование значительного количества стоков и твердых отходов (в виде отработанной глины либо силикагеля), загрязненных щелочью, солями тяжелых металлов и нефтепродуктами.

Важной отличительной особенностью процесса «DEMERUS-JET» является использование для окисления меркаптанов в керосине катализатора КСМ на полимерной основе, каталитически активные компоненты которого, в отличие от катализаторов на угольной основе, не уносятся ни с керосином, ни с промотором, что исключает необходимость периодической или непрерывной подпитки катализатора КСМ дорогостоящими соединениями металлов переменной валентности и нежелательное загрязнение ими сточных вод НПЗ.
Дополнительным отличительным признаком процесса «DEMERUS-JET» является использование промотора КСП, абсолютно нерастворимого в керосине, легко и полно отделяющегося от него простой декантацией, что позволяет исключить из схемы традиционные ступени водной отмывки и осушки керосина, значительно сократить перечень используемого оборудования.
Процесс демеркаптанизации керосина по способу DEMERUS-JET осуществляется в одну стадию — непосредственным окислением меркаптанов растворенным в керосине кислородом воздуха на катализаторе КСМ в присутствии промотора КСП с одновременным удалением содержащихся в керосине кислых примесей и части реакционной и растворенной в керосине влаги [10]. Опытная партия прямогонного керосина, очищенного по способу «DEMERUS-JET» на пилотной установке Московского НПЗ, успешно прошла квалификационные испытания во ВНИИНП.
Внедрение процесса «DEMERUS-JET», по сравнению с известными отечественными и зарубежными аналогами, позволяет:
- уменьшить капитальные затраты за счет исключения из схемы узлов приготовления и подпитки катализатора, ступеней осушки и адсорбционной доочистки керосина глинами;
- сократить эксплуатационные затраты снижением расхода дорогостоящих компонентов катализатора, воды и щелочи на осуществление процесса;
- уменьшить образование сточных вод с установки и устранить источник загрязнения стоков предприятия солями тяжелых металлов.